# Pseudoconchoecia concentrica
Pseudoconchoecia concentrica är en kräftdjursart som först beskrevs av G. W. Müller 1906.  Pseudoconchoecia concentrica ingår i släktet Pseudoconchoecia och familjen Halocyprididae. Inga underarter finns listade i Catalogue of Life.